# 遠紅外線天文學
遠紅外線天文學是天文學和天文物理的分支，主要的觀測對象是以遠紅外線輻射可以看見的天體，波長從30微米到接近次微米的450微米。
在遠紅外線，恆星不會特別明亮，但是可以觀測到非常低溫的天體(140K或更低溫的)，而在短波的觀測中是看不見這些天體的。
在銀河系和銀河附近星系內巨大、低溫的氣體和塵埃，散發出遠紅外線的光。在這類雲氣中的某一些，新的恆星正在其中誕生。遠紅外線的觀測可以在這些原恆星因收縮輻射出熱量而可見之前就偵測到它們。

## 銀河系
銀河系的中心在遠紅外線的波段上是閃閃發光的，因為在塵埃密集且厚實的雲氣中埋藏著恆星。這些恆星加熱了塵埃，使她們因輻射出紅外線而顯得明亮。
除了銀河系的平面，在天空中最明亮的遠紅外線光源是被稱為M82星系的中心區域。M82核心輻射出的紅外線能量非常多，相當於我們銀河系所有恆星輻射出能量的總和。這些遠紅外線的能量來自於被隱藏在視線中使塵埃被加熱的物體。許多星系(" 活躍星系 ")有活躍的核心被隱藏在濃厚塵埃區域中。換言之，被稱為星爆星系的，有異於尋常大量正在形成的恆星加熱了星際塵雲，使這些星系在遠紅外線下遠比一般的星系更為明亮。

## 望遠鏡

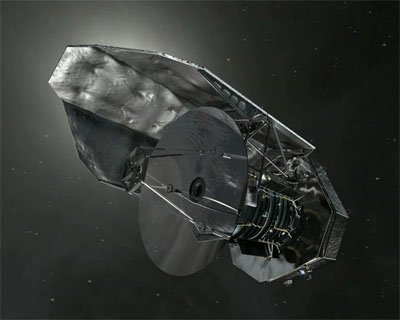
赫歇爾太空天文台

地球的大氣層遮蔽掉了絕大多數的遠紅外線，所以在地面上只能利用高山上天文台的望遠鏡觀測次微米波，像是詹姆士·克拉克·麥斯威爾望遠鏡、加州理工學院次毫米天文台（已除役）、次毫米波陣列望遠鏡（均在毛納基山）。
許多遠紅外線天文學的觀測由人造衛星來進行，像是史匹哲太空望遠鏡、紅外線天文衛星、紅外線太空天文台、ASTRO-F和赫歇爾太空天文台，還有同溫層紅外線天文台望遠鏡。